# 伊犁弓鱼
伊犁弓鱼（学名：Racoma pseudaksaiensis）为鲤科弓鱼属的鱼类。分布于巴尔哈什湖以及新疆伊犁河水系和喀拉沙尔河等。该物种的模式产地在喀拉沙尔河、伊犁河、列朴萨河。

## 扩展阅读
維基物種上的相關：伊犁弓鱼